# Mouriri pranceana
Mouriri pranceana är en tvåhjärtbladig växtart som beskrevs av Thomas Morley. Mouriri pranceana ingår i släktet Mouriri och familjen Melastomataceae. Inga underarter finns listade i Catalogue of Life.